# Giorgio Chiellini
Giorgio Chiellini (Pisa, 1984. augusztus 14. –) olasz válogatott labdarúgó, hátvéd. A  Los Angeles játékosa.
108 válogatottságával hetedik helyen áll az örökranglistán a válogatottban lejátszott meccsek száma alapján, ezeken a mérkőzéseken nyolc gólt szerzett.

## Pályafutása

### Klubcsapatban
Anyja Lucia apja Fabio Chiellini. 4 gyermekes családban nőtt fel. Claudio ikertestvére mellett egy fiú és lánytestvére van, Giulio és Silvia. 6 évesen kezdett el futballozni a Livorno együttesében, eleinte középső középpályásként. Később szélső középpályás majd bal szélső védő lett. Jelenleg középső védőként szerepel jelenlegi csapatában.
2004 nyarán a Juventus 16.5 millió euróért megvette, ám 3.5 millió euró fejében a 2004–2005-ös idényt a Fiorentina csapatánál játszotta. Sikeres évet zárt, így egy év elteltével a torinóiak a teljes játékjogát megvásárolták. Egyszer egy Internazionale elleni mérkőzésen a meccs emberének is megválasztották, mivel remekül helytállt posztján és az exjuvés Zlatan Ibrahimović gólképtelen maradt. 2006. október 12-én 2011-ig meghosszabbította az alapvetően 2009-ig szóló szerződését a zebramezesekkel.
A bundabotrányt követően is a csapatnál maradt és nagy részben hozzájárult a klub rögtöni visszatéréséhez. Claudio Ranieri edzősége alatt vált szélső védőből középső védővé. Védőtársával Nicola Legrottaglievel masszív védelmet alkottak, amire bizonyíték, hogy a 2. legkevesebb gólt kapták a bajnokságban.
2008. április 27-én két góllal hozzájárult csapata 5–2-es győzelméhez a Lazio fölött.
2008. június 26-án szerződését 2013-ig meghosszabbította.
2008. augusztus 13-án első gólját szerezte az európai kupaporondon. Az Artmedia Petržalka ellen talált be a BL selejtezőjében.
2008. augusztus 17-én a Trofeo Luigi Berlusconi kupán megsérült. Eleinte úgy tűnt, hogy akár 6 hónapot is ki kell hagynia, ám az orvosok kisebbfajta csodával egy hónap elteltével már játékra engedték. Az első 3 BL meccsen már játszott, ám sokan úgy vélték, hogy a felépülése nem volt teljes, mivel 1-2 olyan hibát vétett ami arra utalt, hogy egészsége nem 100%-os. Később azonban visszanyerte régi jó formáját és a bajnokság egyik legjobb középső védője lett.
2008. december 14-én az AC Milan elleni rangadón gólt szerzett, amely mérkőzést végül meg is nyertek a zebrák 4–2-re.
2022. június 13-án jelentették be, hogy az amerikai Los Angeles csapata 2023-ig szerződtette.

### A válogatottban
Chiellini 2004 novembere óta a válogatott egyik alapembere lett. 2003-ban az olasz U19-es válogatottal megnyerte az európa-bajnokságot, valamint 2004-ben tagja volt az olimpián végül bronzérmes csapatnak.
A 2008-as labdarúgó-Európa-bajnokságon Fabio Cannavaro sérülés miatt nem játszhatott, ezért helyére Chiellinit hívták be. A csoportmérkőzések után a későbbi bajnok spanyol válogatott ellen remekül feltartóztatták a David Villa – Fernando Torres duót. Végül azonban tizenegyesekkel a spanyolok jutottak tovább.

## Önéletírása magyarul
- Giorgio Chiellini–Maurizio Crosetti: Én, Giorgio Chiellini; ford. Mátyus Norbert; Jaffa, Bp., 2020

## Statisztika

### Klubcsapatokban
Legutóbb frissítve:2021. május 23-án lett frissítve.
| Klub                    | Idény          | Bajnokság teljesítmény | Bajnokság teljesítmény | Bajnokság teljesítmény | Olasz kupa | Olasz kupa | Nemzetközi kupa | Nemzetközi kupa | Egyéb      | Egyéb | Összesen   | Összesen |
| Klub                    | Idény          | Bajnokság              | Mérkőzések             | Gólok                  | Mérkőzések | Gólok      | Mérkőzések      | Gólok           | Mérkőzések | Gólok | Mérkőzések | Gólok    |
| ----------------------- | -------------- | ---------------------- | ---------------------- | ---------------------- | ---------- | ---------- | --------------- | --------------- | ---------- | ----- | ---------- | -------- |
| Livorno                 | 2000–01        | Serie C1               | 3                      | 0                      | 1          | 0          | —               | —               | —          | —     | 4          | 0        |
| Livorno                 | 2001–02        | Serie C1               | 5                      | 0                      | 8          | 0          | —               | —               | 2          | 0     | 15         | 0        |
| Livorno (kölcsönben)    | 2002–03        | Serie B                | 6                      | 0                      | 1          | 0          | —               | —               | —          | —     | 7          | 0        |
| Livorno (kölcsönben)    | 2003–04        | Serie B                | 41                     | 4                      | 1          | 0          | —               | —               | —          | —     | 42         | 4        |
| Livorno (kölcsönben)    | Összesen       | Összesen               | 55                     | 4                      | 11         | 0          | 0               | 0               | 2          | 0     | 68         | 4        |
| Fiorentina (kölcsönben) | 2004–05        | Serie A                | 37                     | 3                      | 5          | 0          | —               | —               | —          | —     | 42         | 3        |
| Juventus                | 2005–06        | Serie A                | 17                     | 0                      | 0          | 0          | 6               | 0               | 0          | 0     | 23         | 0        |
| Juventus                | 2006–07        | Serie B                | 32                     | 3                      | 3          | 1          | —               | —               | —          | —     | 35         | 4        |
| Juventus                | 2007–08        | Serie A                | 30                     | 3                      | 2          | 0          | —               | —               | —          | —     | 32         | 3        |
| Juventus                | 2008–09        | Serie A                | 27                     | 4                      | 1          | 0          | 8               | 1               | —          | —     | 36         | 5        |
| Juventus                | 2009–10        | Serie A                | 32                     | 4                      | 2          | 0          | 6               | 1               | —          | —     | 40         | 5        |
| Juventus                | 2010–11        | Serie A                | 32                     | 2                      | 2          | 0          | 9               | 2               | —          | —     | 43         | 4        |
| Juventus                | 2011–12        | Serie A                | 34                     | 2                      | 3          | 0          | —               | —               | —          | —     | 37         | 2        |
| Juventus                | 2012–13        | Serie A                | 24                     | 1                      | 0          | 0          | 8               | 0               | 0          | 0     | 32         | 1        |
| Juventus                | 2013–14        | Serie A                | 31                     | 3                      | 1          | 0          | 11              | 0               | 1          | 1     | 44         | 4        |
| Juventus                | 2014–15        | Serie A                | 28                     | 0                      | 4          | 1          | 12              | 0               | 1          | 0     | 45         | 1        |
| Juventus                | 2015–16        | Serie A                | 24                     | 1                      | 4          | 0          | 6               | 0               | 0          | 0     | 34         | 1        |
| Juventus                | 2016–17        | Serie A                | 21                     | 2                      | 2          | 0          | 9               | 1               | 1          | 1     | 33         | 4        |
| Juventus                | 2017–18        | Serie A                | 26                     | 0                      | 4          | 0          | 7               | 0               | 1          | 0     | 38         | 0        |
| Juventus                | 2018–19        | Serie A                | 25                     | 1                      | 2          | 0          | 6               | 0               | 1          | 0     | 34         | 1        |
| Juventus                | 2019–20        | Serie A                | 4                      | 1                      | 0          | 0          | 0               | 0               | 0          | 0     | 4          | 1        |
| Juventus                | 2020–21        | Serie A                | 17                     | 0                      | 4          | 0          | 3               | 0               | 1          | 0     | 25         | 0        |
| Juventus                | Összesen       | Összesen               | 404                    | 27                     | 34         | 2          | 91              | 5               | 6          | 2     | 535        | 36       |
| Teljes karrier          | Teljes karrier | Teljes karrier         | 496                    | 34                     | 50         | 2          | 91              | 5               | 8          | 2     | 645        | 43       |

1. 1 2 3 4 5 6 7 8  Összes pályára lépése a Bajnokok ligájában.
2. ↑  Négy pályára lépése és gólja a  Bajnokok ligájában, két pályára lépése az Európa-ligában.
3. ↑  Összes pályára lépése az Európa-ligában.
4. ↑  Öt pályára lépése a Bajnokok ligájában, hat pályára lépése az Európa-ligában.
5. 1 2 3 4 5 6 7  Pályára lépései az Olasz szuperkupán.

### A válogatottban
2021. június 11-én lett frissítve
| 2004     | 1   | 0 |
| 2005     | 4   | 0 |
| 2006     | 1   | 0 |
| 2007     | 3   | 1 |
| 2008     | 7   | 0 |
| 2009     | 11  | 1 |
| 2010     | 10  | 0 |
| 2011     | 12  | 0 |
| 2012     | 8   | 0 |
| 2013     | 10  | 2 |
| 2014     | 7   | 2 |
| 2015     | 8   | 0 |
| 2016     | 8   | 1 |
| 2017     | 6   | 1 |
| 2018     | 4   | 0 |
| 2019     | 3   | 0 |
| 2020     | 2   | 0 |
| 2021     | 3   | 0 |
| Összesen | 108 | 8 |

### Válogatott góljai
| #  | Dátum                | Helyszín                                           | Ellenfél        | Gólja | Végeredmény | Kiírás                     |
| -- | -------------------- | -------------------------------------------------- | --------------- | ----- | ----------- | -------------------------- |
| 1. | 2007. november 21.   | Stadio Alberto Braglia, Modena, Olaszország        | Feröer          | 3–0   | 3–1         | Európa-bajnokság-selejzető |
| 2. | 2009. november 18.   | Stadio Dino Manuzzi, Cesena, Olaszország           | Svédország      | 1–0   | 1–0         | Barátságos                 |
| 3. | 2013. június 22.     | Itaipava Arena Fonte Nova, Salvador, Brazília      | Brazília        | 2–3   | 2–4         | Konföderációs kupa         |
| 4. | 2013. szeptember 10. | Juventus Stadium, Torino, Olaszország              | Csehország      | 1–1   | 2–1         | Világbajnokság-selejtező   |
| 5. | 2014. október 10.    | Stadio Renzo Barbera, Palermo, Olaszország         | Azerbajdzsán    | 1–0   | 2–1         | Európa-bajnokság-selejzető |
| 6. | 2014. október 10.    | Stadio Renzo Barbera, Palermo, Olaszország         | Azerbajdzsán    | 2–1   | 2–1         | Európa-bajnokság-selejzető |
| 7. | 2016. június 27.     | Stade de France, Saint-Denis, Franciaország        | Spanyolország   | 1–0   | 2–0         | Európa-bajnokság           |
| 8. | 2017. október 6.     | Stadio Olimpico Grande Torino, Torino, Olaszország | Észak-Macedónia | 1–0   | 1–1         | Világbajnokság-selejtező   |

## Sikerei, díjai
Livorno
- Serie C1-győztes: 2001–02

 Juventus 
- Serie A-győztes: 2011–12, 2012–13, 2013–14, 2014–15, 2015–16, 2016–17, 2017–18, 2018–19, 2019–20
- Serie B-győztes: 2006-07
- Olasz Kupa-győztes: 2014–15, 2015–16, 2016–17, 2017–18, 2020–21
- Szuperkupa-győztes: 2012, 2013, 2015, 2018, 2020